# Улица Фридриха Роберта Фельмана
Улица Фри́дриха Ро́берта Фе́льмана, также улица Фе́льмана (эст. Friedrich Robert Faehlmanni tänav, Faehlmanni tänav) — улица в Таллине, столице Эстонии.

## География
Находится в районе Кесклинн. Проходит через микрорайоны Рауа и Кадриорг. Начинается от улицы Ф. Р. Крейцвальда, пересекает улицы Юри Вильмса, Везивярава, Йохана Кёлера, Лидии Койдула, заканчивается у перекрёстка с улицей Аугуста Вейценберга.
Протяжённость улицы — 863 м.

## История
Улица проложена в 1929 году и названа в честь Фридриха Роберта Фельмана. Прежние варианты названия: эст. Fählmanni tn, в годы немецкой оккупации — нем. Fählmannstraße.
На улице расположено одно из зданий Эстонского общественного телерадиовещания — так называемый новый дом телевидения.
Общественный транспорт по улице не курсировал и не курсирует.

## Застройка
Улица имеет в основном историческую застройку. Три дома внесены в Государственный регистр памятников культуры Эстонии:
- ул. Фельмана 1 / ул. Крейцвальда 15

Дом относится к архитектурно законченному ансамблю типовых многоквартирных домов, расположенных на углу улиц Фельмана и Крейцвальда и построенных по заказу небольшого товарищества многоквартирных домов «Tare».  Ансамбль в целом, а также большая часть принадлежащих ему отдельных построек спроектирована архитектором Гербертом Йохансоном (1884—1964), поэтому является образцом работы известного архитектора. В проектировании также участвовал архитектор Эльмар Лохк (1901—1963). Здание ценно как как хорошо сохранившийся образец роскошного жилого дома 1930-х годов;
- ул. Фельмана 2 / ул. Крейцвальда 17

Дом относится к ансамблю представительных многоквартирных домов аналогичного характера, построенных в одно и то же время на углу улиц Фельмана и Крейцвальда по заказу товарищества многоквартирных домов «Tare». Ценен как хорошо сохранившийся и представительный образец жилого дома 1920-х годов. На доме установлена мемориальная доска в честь проживавшего в нём заслуженного артиста Эстонской ССР Хуго Шютса;
- ул. Фельмана 4

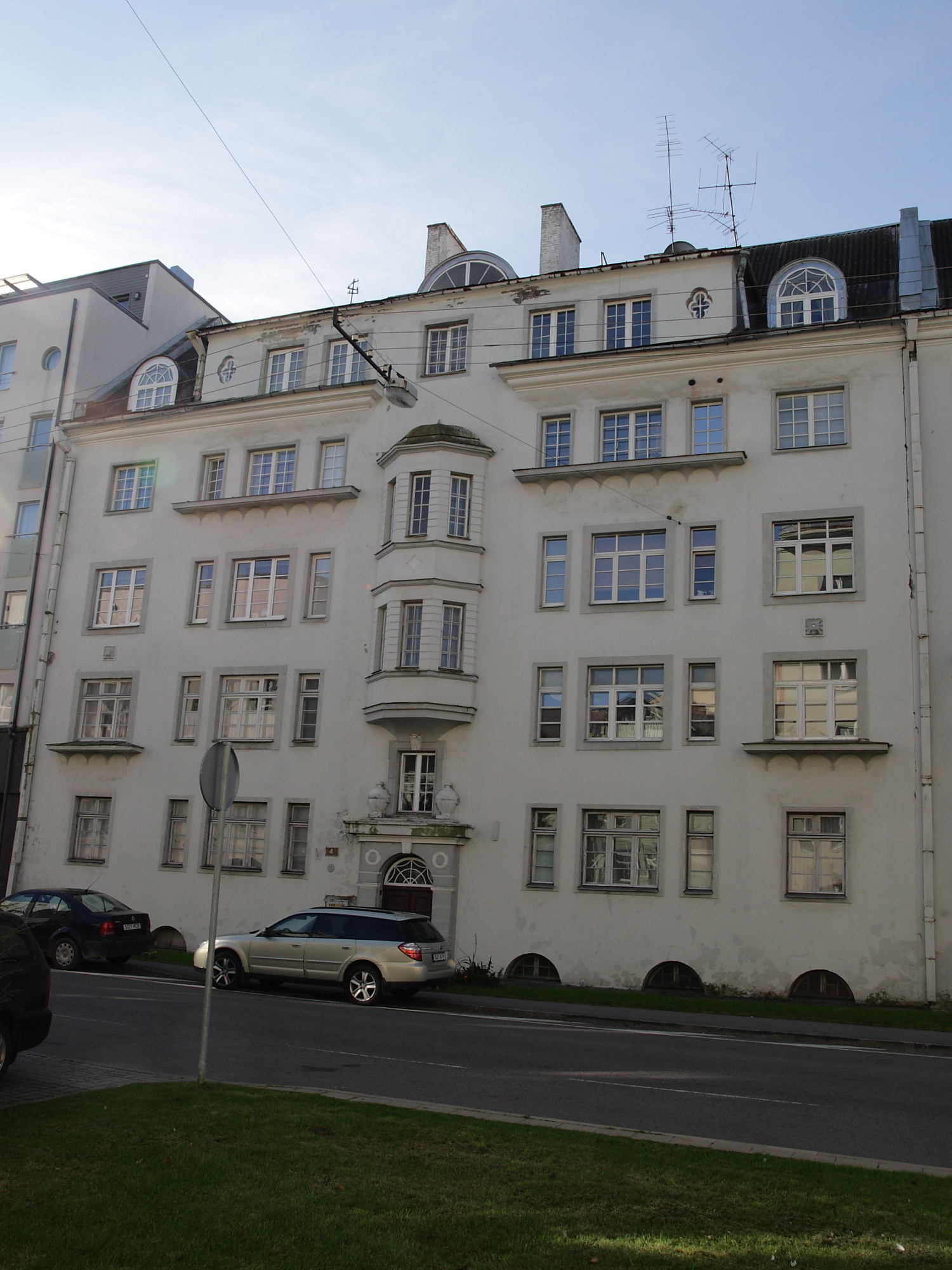
Ул. Фельмана 4

Дом построен в 1925 году. Образец роскошного жилого дома времён Первой Эстонской Республики. Основной план симметричный. Помимо внешней современности, подобные многоквартирные дома отличаются высоким качеством строительства, просторными и светлыми квартирами, улучшенными санитарными условиями (туалет во всех квартирах, в большинстве квартир — ванная, отделённая от туалета стеной с широким внутренним окном), качественными отделочными материалами, например, деревянный паркет во всех комнатах, серо-чёрный каменный паркет на площадках лестничной клетки. На лестнице декоративные кованые ограждения с геометрическим узором и деревянные перила. Элегантные входные двери квартир имеют две створки, каждая из которых состоит из трёх панелей. Первый и второй этаж имеют одинаковую планировку, на каждом по три квартиры: две 4-комнатные и одна 2-комнатная. В последней изначально не было ванной (что было роскошью в 1920-е годы), но был туалет. В угловой кухне есть маленькая комната, отделённая перегородкой с небольшим внутренним окном. В 4-комнатных квартирах балкон с выходом во двор. Третий и четвертый этажи тоже идентичны, на каждом по две 5-комнатные квартиры, разница между этажами только в расположении балконов. Пятый этаж на несколько квадратных метров меньше нижних; он разделён пополам, образуя две 5-комнатные квартиры. На этажах с третьего по пятый две смежные комнаты могут быть соединены в одну большую комнату через складную дверь. В подвале дома была небольшая квартира (возможно, для дворника), а также прачечная и комната для сушки белья. Практически во всех квартирах в проекте есть комната для прислуги, камин, множество встроенных шкафов, кладовки. В квартирах большего размера в стене спальни была небольшая ниша для двуспальной кровати. Высота квартир с первого по четвёртый этаж — более трёх метров, на пятом этаже —2,6 метра.
Жилой дом по адресу ул. Фельмана 28 спроектирован Луисом Кристофом и Моисеем Клибанским.

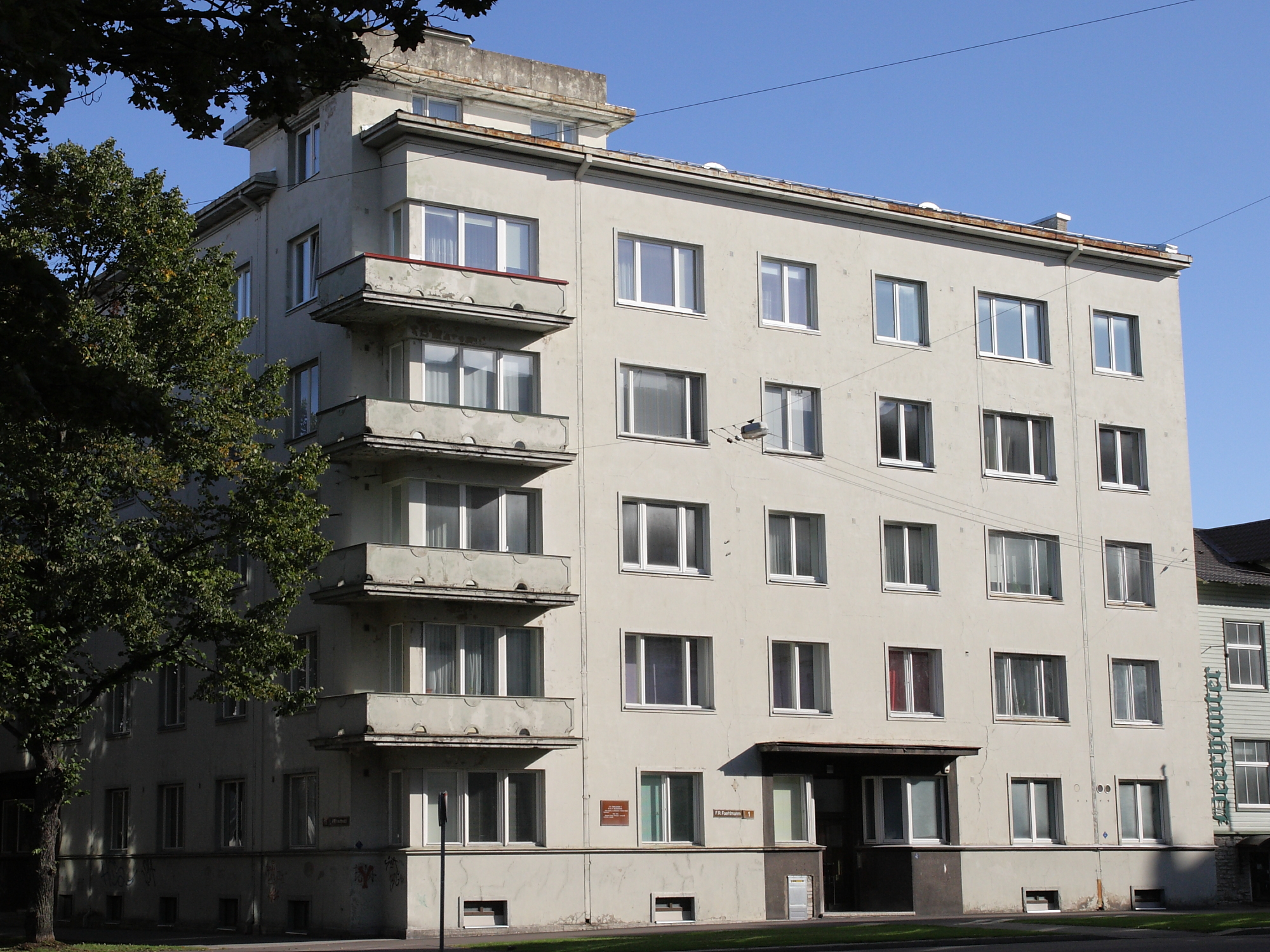
Ул. Фельмана 1 / ул. Крейцвальда 15
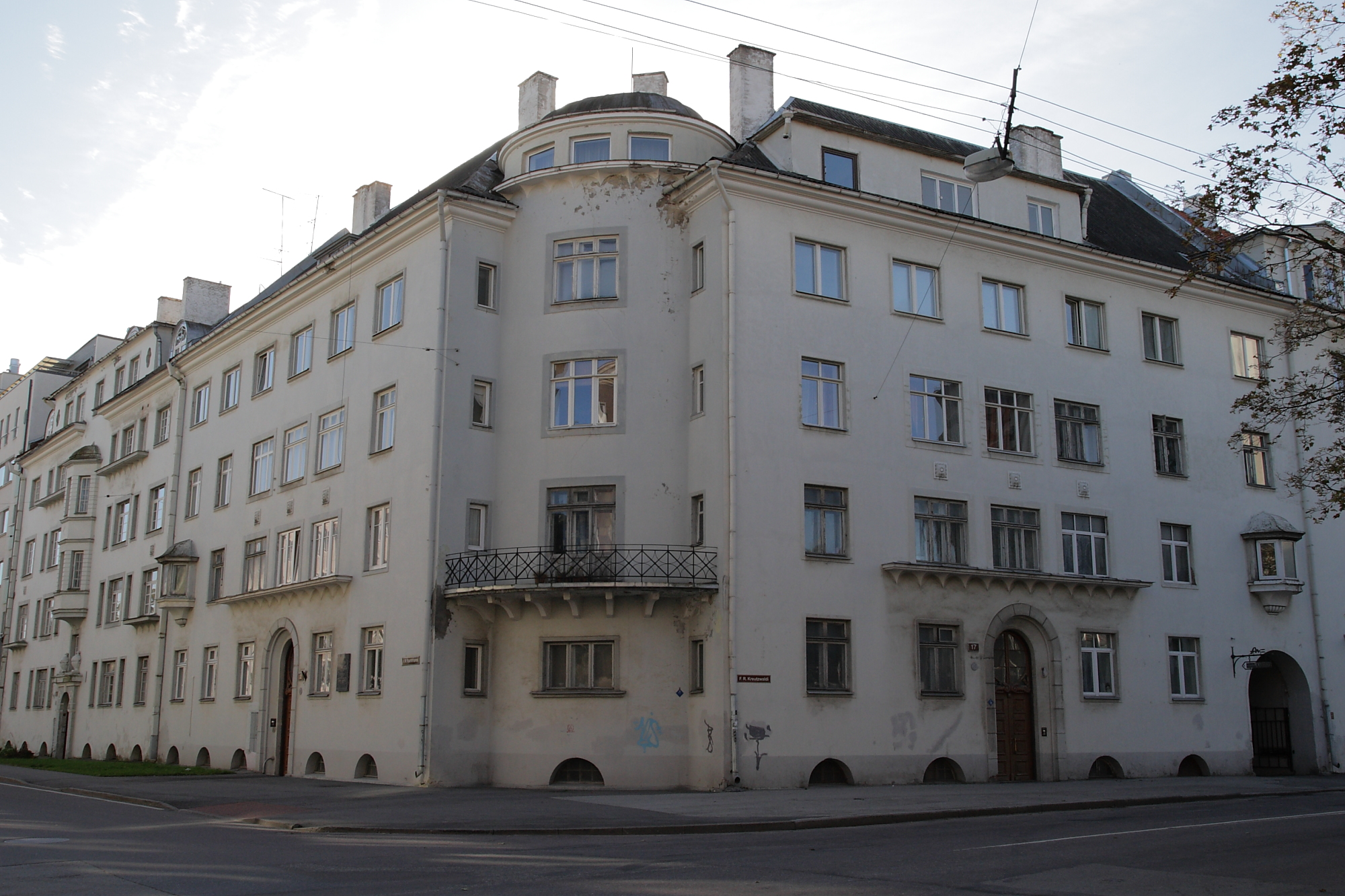
Ул. Фельмана 2 / ул. Крейцвальда 17
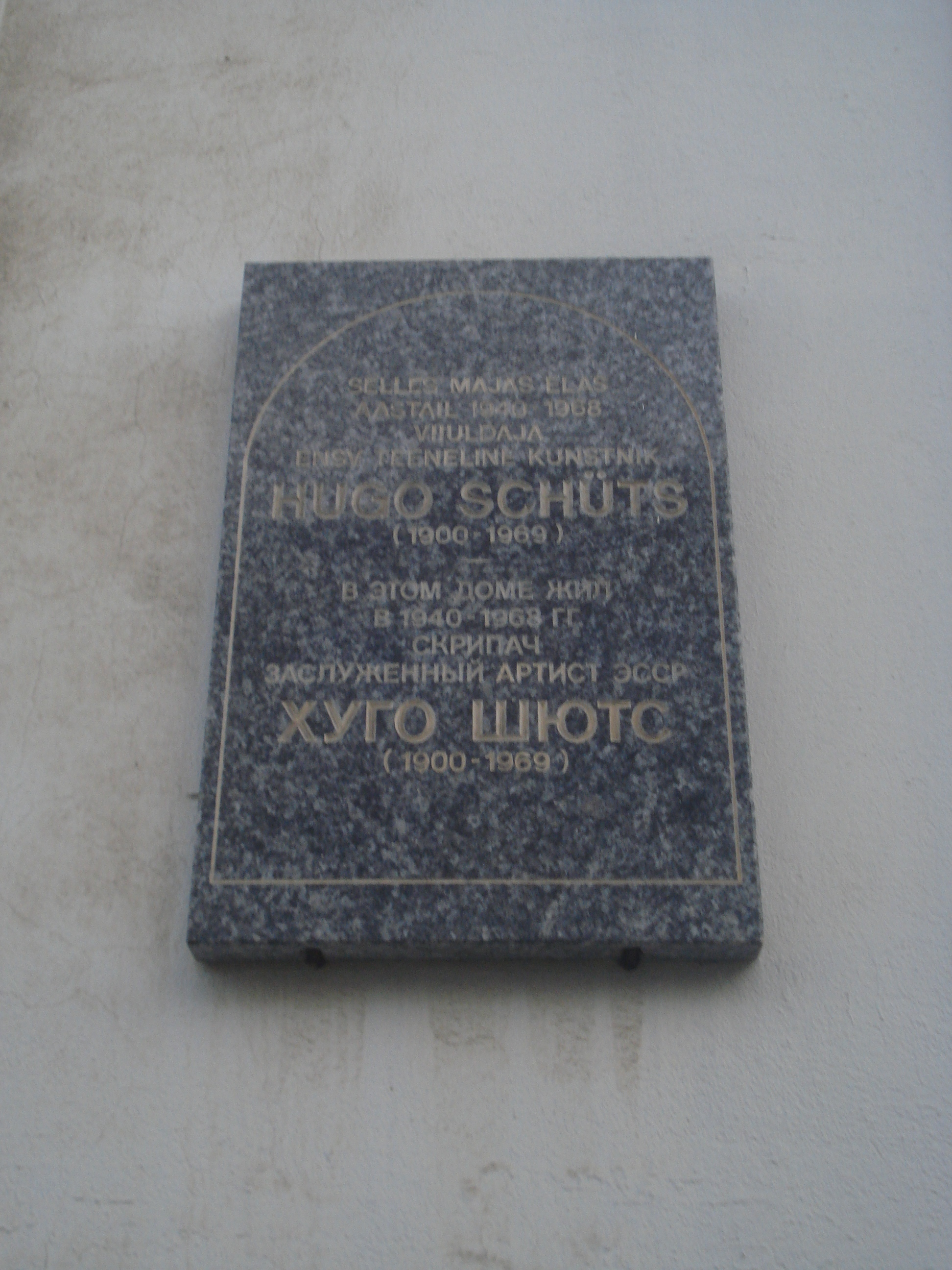
Мемориальная доска в честь Хуго Шютса на доме № 2
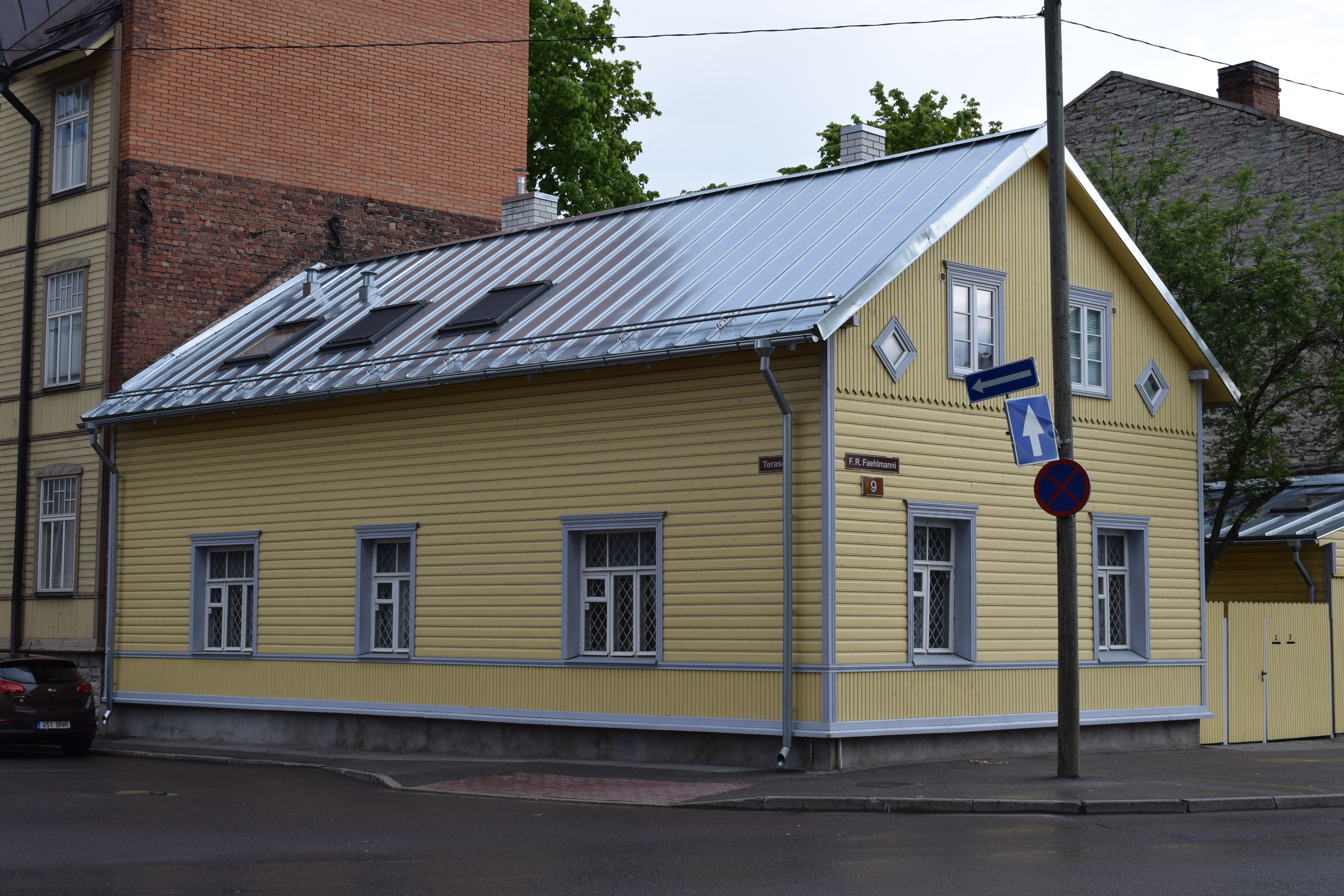
Ул. Фельмана 9